# Kościół Trójcy Świętej w Wieszowie
Kościół Trójcy Świętej w Wieszowie – rzymskokatolicki kościół parafialny znajdujący się w Wieszowie, w dekanacie Pyskowice, w diecezji gliwickiej.

## Historia
Obecny kościół budowano w latach 1896 - 1908, w miejsce niedużego kościoła barokowego, a jego budowniczym był ks. proboszcz Adalbert Widera. Patronat nad budową objął hrabia Guido  Henckel von Donnersmack, pokrywając ⅔ kosztów budowy kościoła. Kościół św. Trójcy został konsekrowany 18.05.1904r przez księdza biskupa Henryka Marxa. Biskupa pomocniczego wrocławskiego. Obchód konsekracji obchodzi się w 6. niedzielę po Wielkanocy(na podstawie dokumentu z dnia 21.05.1904 - Wrocław). W czasie ostatniej wojny kościół został znacznie uszkodzony a odrestaurowano go dopiero w 1957 r.
Do parafii należały: do 1907 roku – część Rokitnicy (na zachód od Potoku Rokitnickiego, stanowiącego do 1821 granicę między diecezją wrocławską a krakowską), Grzybowice - do 1958 oraz Górniki - do 1925.

## Organy
Opis Instrumentu:
Remonty instrumentu przeprowadzano w latach: 1952 (Ginter Miklis z Zabrza), 1966 (Zbigniew Zając z Zabrza), 1971 (Walczakowski z Bytomia), 1980 i 1997 (Dąbrowski z Opola). Organy ustawione są na chórze muzycznym nad głównym wejściem do kościoła, na osi ołtarza głównego. Prospekt jednosekcyjny, neoromański, z pięcioma polami piszczałkowymi (trzy wieże przedzielone mniejszymi polami) o układzie dośrodkowym, utrzymany w kolorze brązowym. Stół gry ustawiony po lewej stronie szafy organowej; organista siedzi prawym bokiem do ołtarza głównego. Wiatrownice stożkowe. Miech typu pływakowego.
Skala manuałów: C-f3; skala pedału: C-d1.
| Liczba głosów |
| ------------- |
| 23            |

| Liczba klawiatur |
| ---------------- |
| 2+P              |

| Traktura gry |
| ------------ |
| pneumatyczna |

| Traktura rejestrów |
| ------------------ |
| pneumatyczna       |

| Budowniczy   |
| ------------ |
| Ernst Kurzer |

| Rok zakończenia budowy |
| ---------------------- |
| ok. 1896               |

## Dzwony
Obecne dzwony są już czwarte w ponad 100-letniej historii świątyni. 
Pierwsze zostały przeniesione z dzwonnicy starego kościoła. Miały średnice 76 i 81 cm. Wkrótce zakupiono jeszcze dwa brązowe dzwony, które wykonała odlewnia Oskara Morczinka w Głubczycach. Pierwszy nosił imię Najświętszej Maryi Panny. Średnica wynosiła 95 cm, wysokość 80 cm a waga 490 kg. Drugi poświęcony św. Józefowi ważył 988 kg, miał średnicę 120 cm, a wysokość 90 cm. Trzy z nich świątynia straciła w czasie I wojny światowej. Na wieży pozostał jeden z tych nowych. 
Nowe trzy dzwony, odlane w Lejarni Gimperta w Brilon kościół otrzymał w 1925 roku. Największy nosił imię Trójcy Przenajświętszej i ważył 19 cetnarów. Średni, imienia Matki Boskiej ważył 9,5 cetnara, a najmniejszy poświęcony św. Karolowi Boromeuszowi ważył 5,5 cetnara. 
W 1942 roku dwa większe i jeden ocalały z I wojny zostały zdjęte i wywiezione na cele wojenne. Pozostał tylko dzwon św. Karola Boromeusza, który wisi do dziś.
Pod koniec 1944 roku kościół otrzymał nowe, trzy dzwony. W 1945 lub 1946 zostały wciągnięte na wieżę. Wykonane są ze stali w prostym kształcie, nie mają żadnych ozdób, inskrypcji, a ich średnice wynoszą: 60, 89 i 109 cm. Prawdopodobnie pochodzą z Huty żelaza w Witkowicach w Czechach, bo tam odlewano stalowe dzwony zastępcze. 
Wywiezione dzwony składowano we Frankfurcie, Hamburgu i Norymberdze. Niestety nie zachowały się żadne informacje o dzwonach z Wieszowy. Prawdopodobnie zostały przetopione, gdyż odlanych po 1800 roku nie traktowano jak zabytkowe. 
W 1975 roku zamontowano napęd elektryczny. Nie trzeba było zatrudniać mężczyzn do ręcznego dzwonienia. 
W 1993 zamontowano urządzenie uruchamiające dzwony na Anioł pański (w południe i wieczorem). 
Mimo sprawnego napędu dźwięk dzwonów jest rzadko słyszany. W 1999 roku zastąpiło je elektroniczne nagranie puszczane z dzwonnicy. 
W 2002 roku zamontowano kuranty wybijające kwadranse oraz grające melodie o różnych porach dnia.

## Galeria

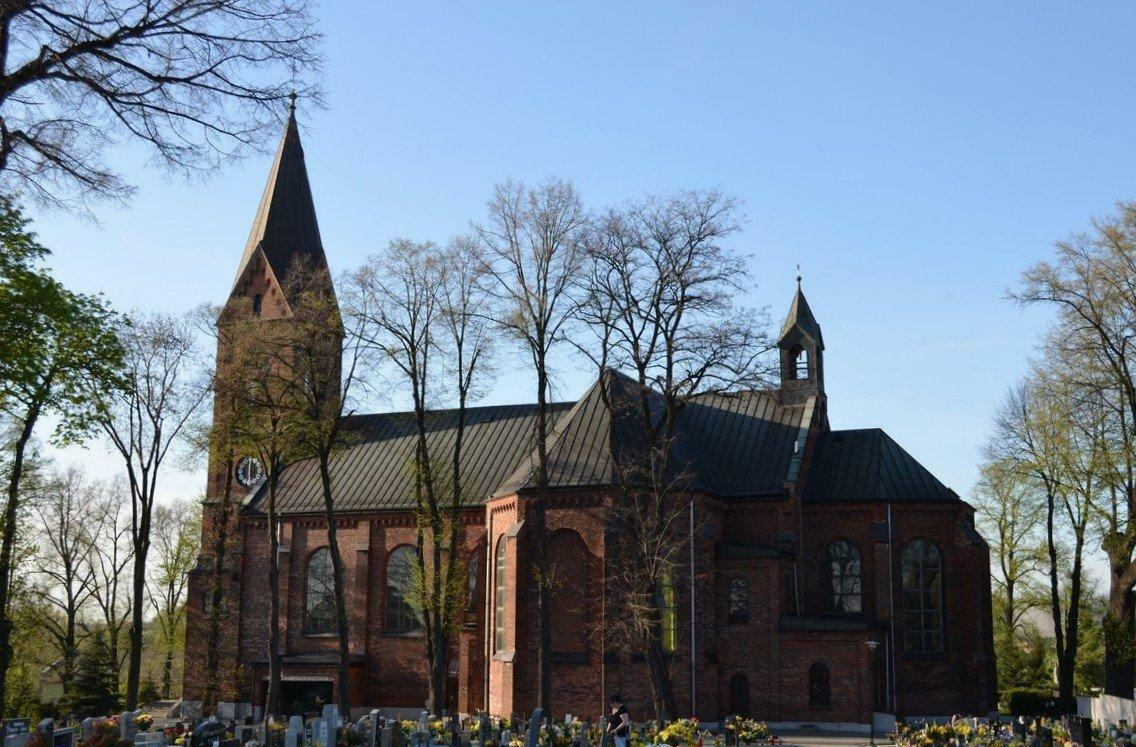
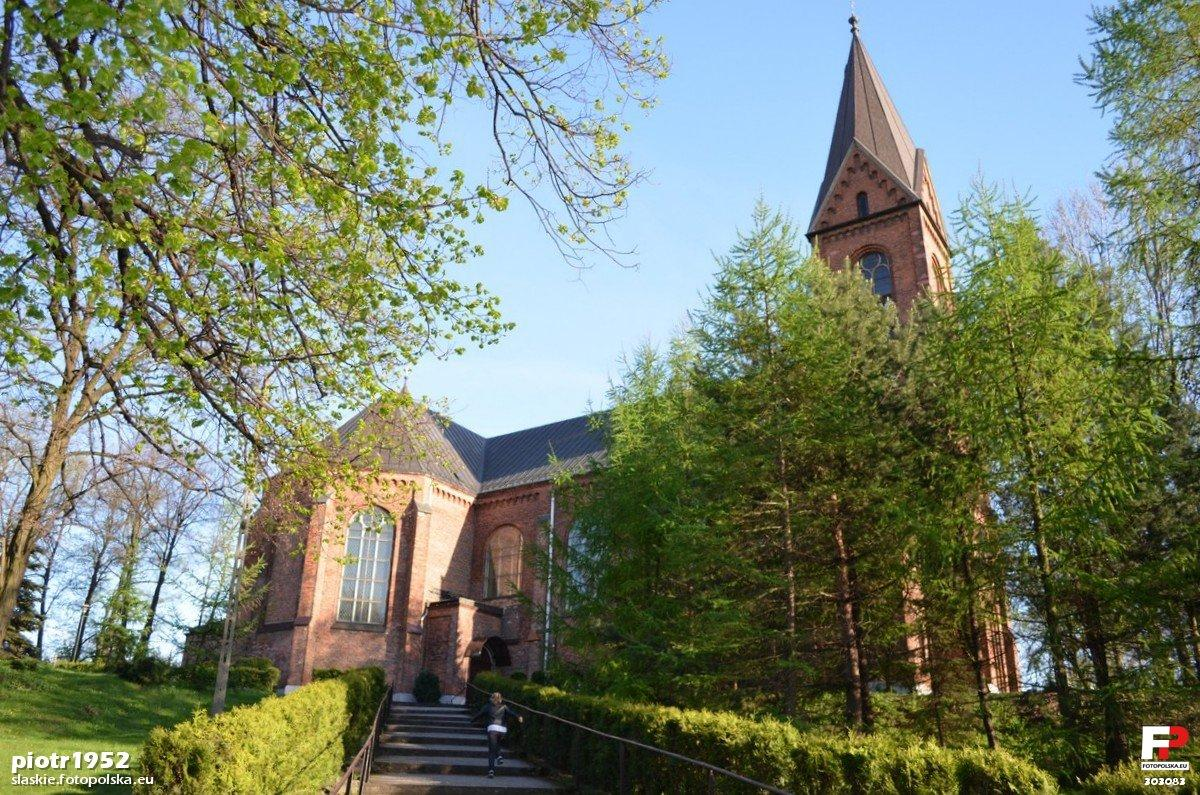
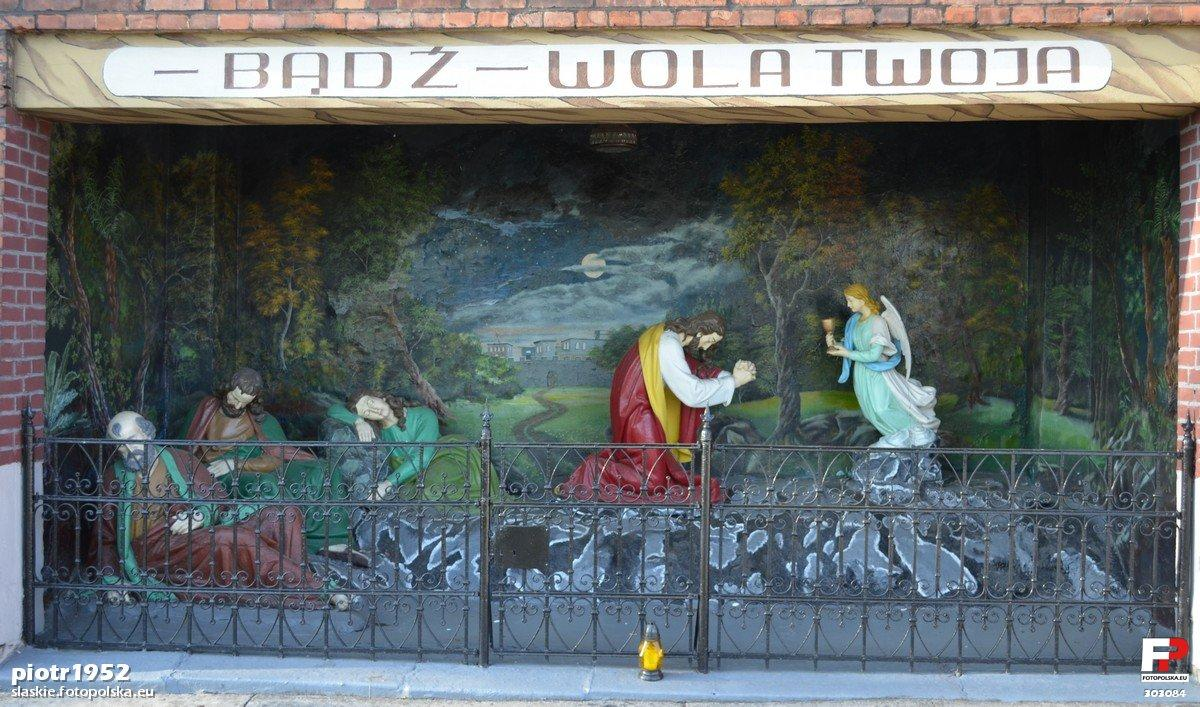
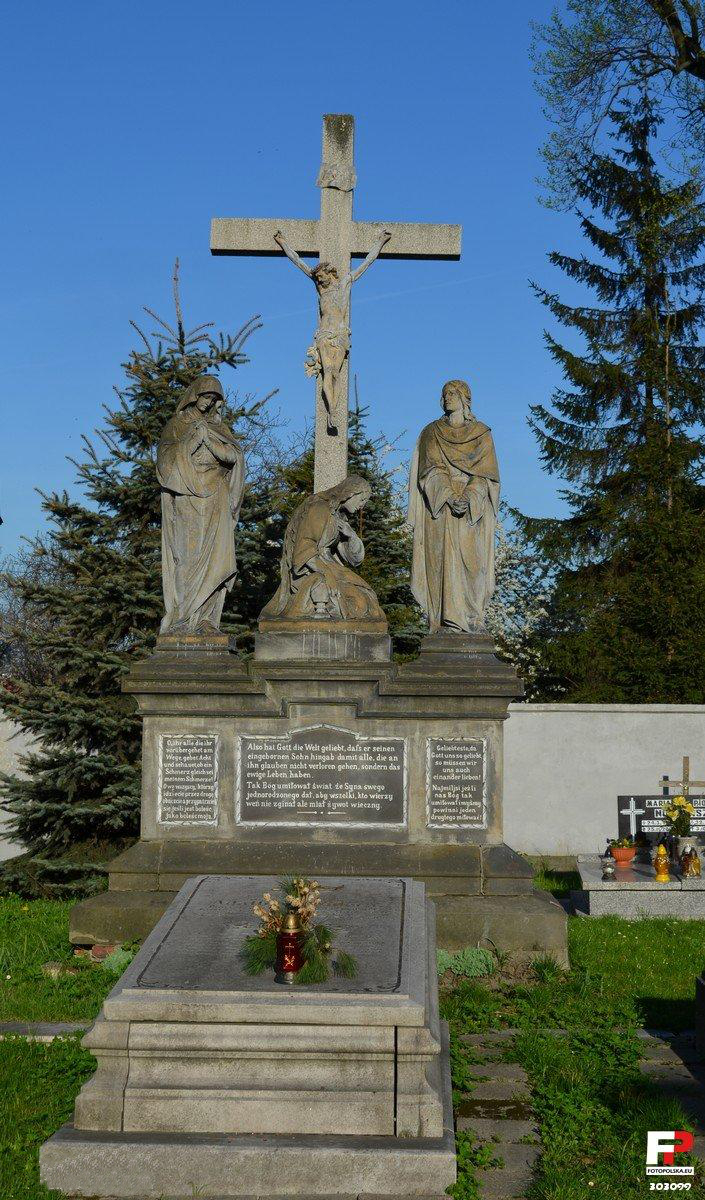
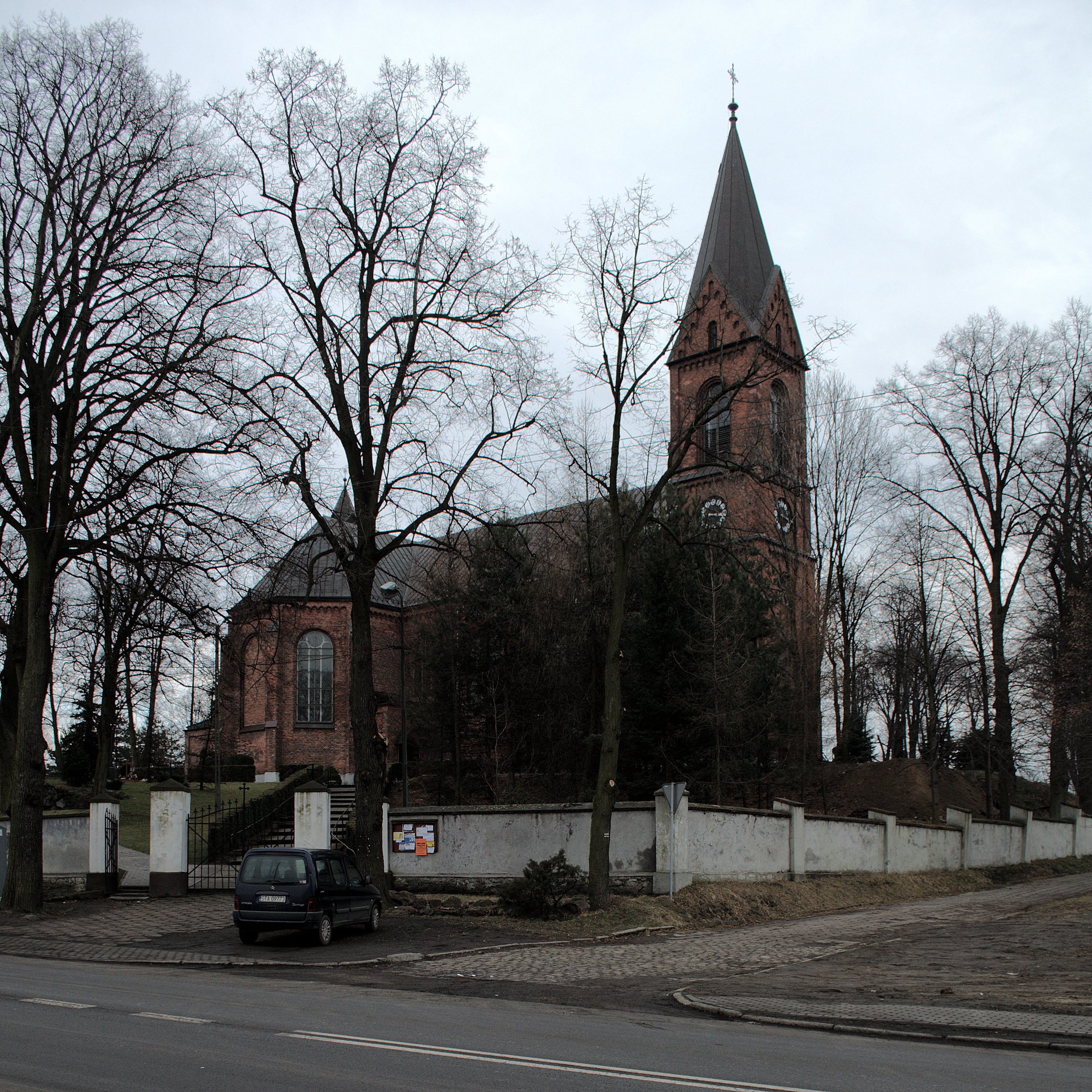
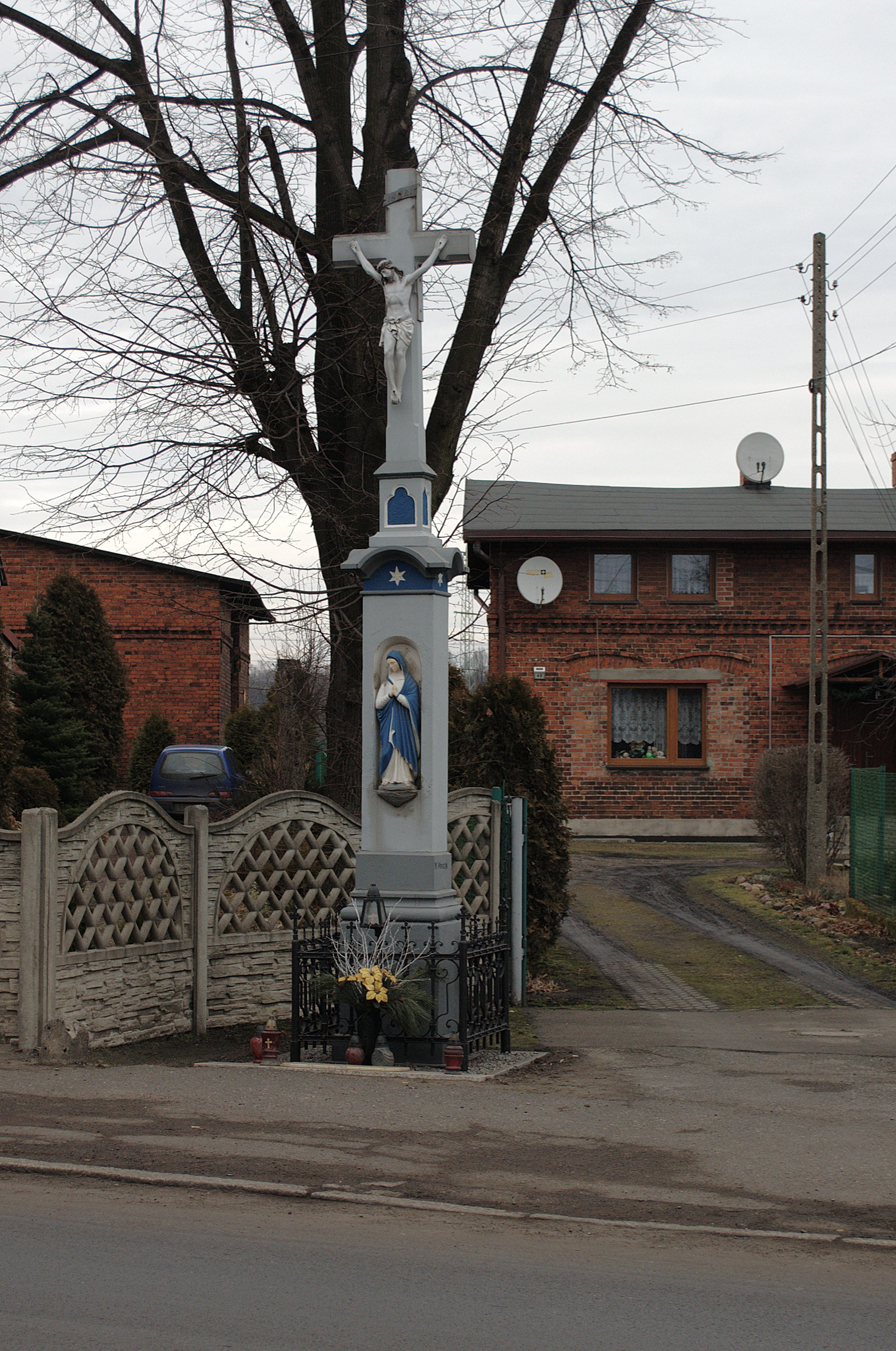
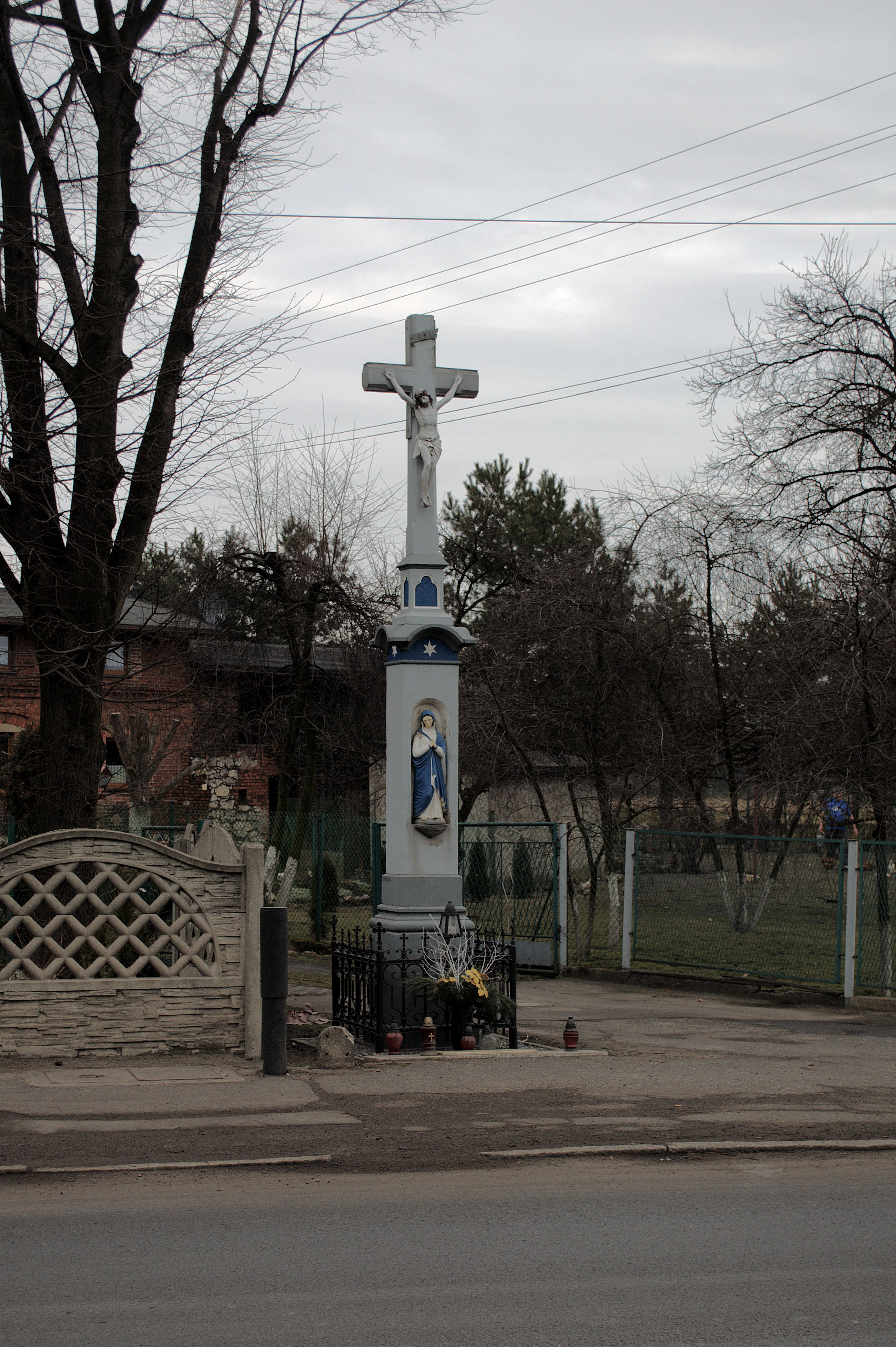
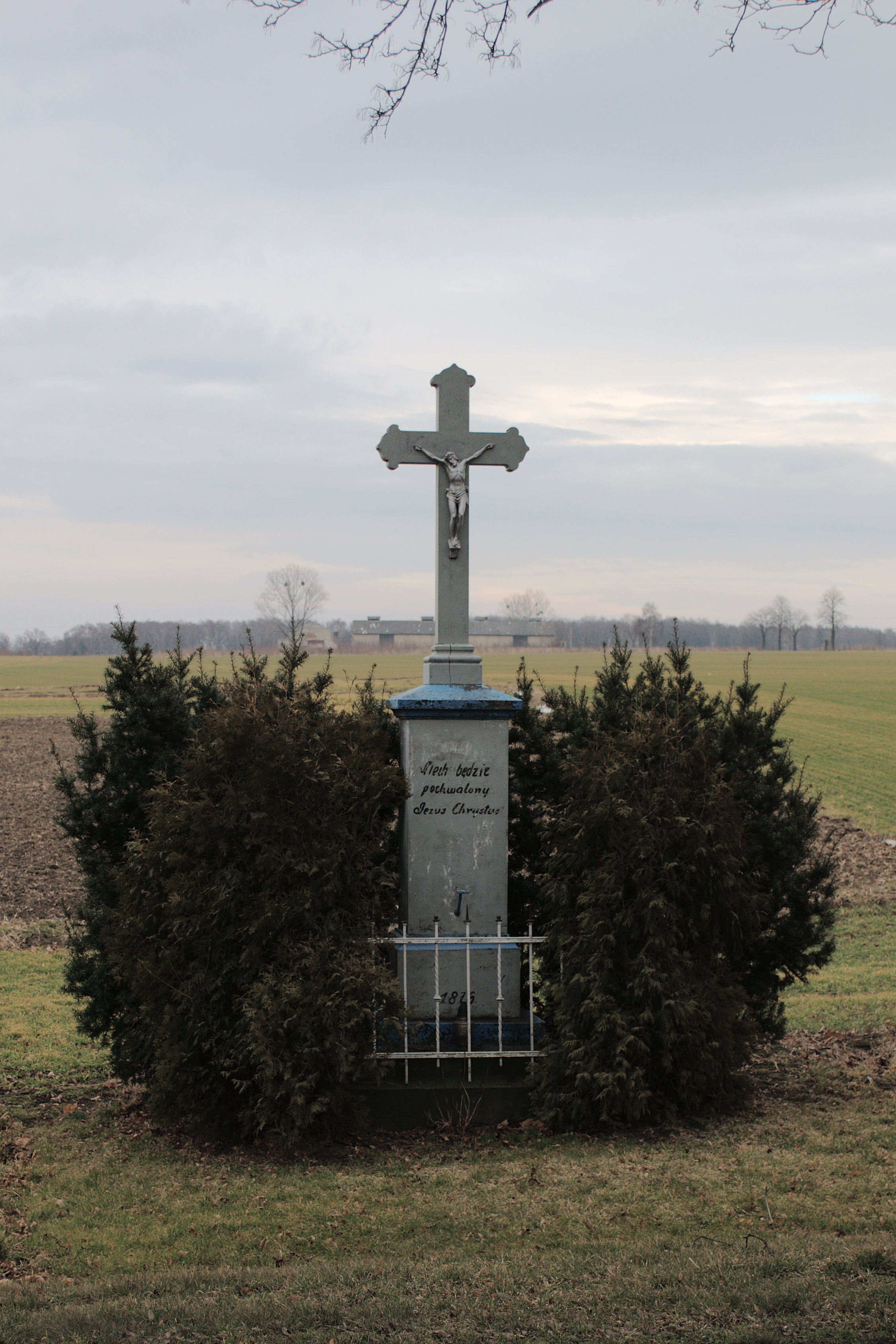
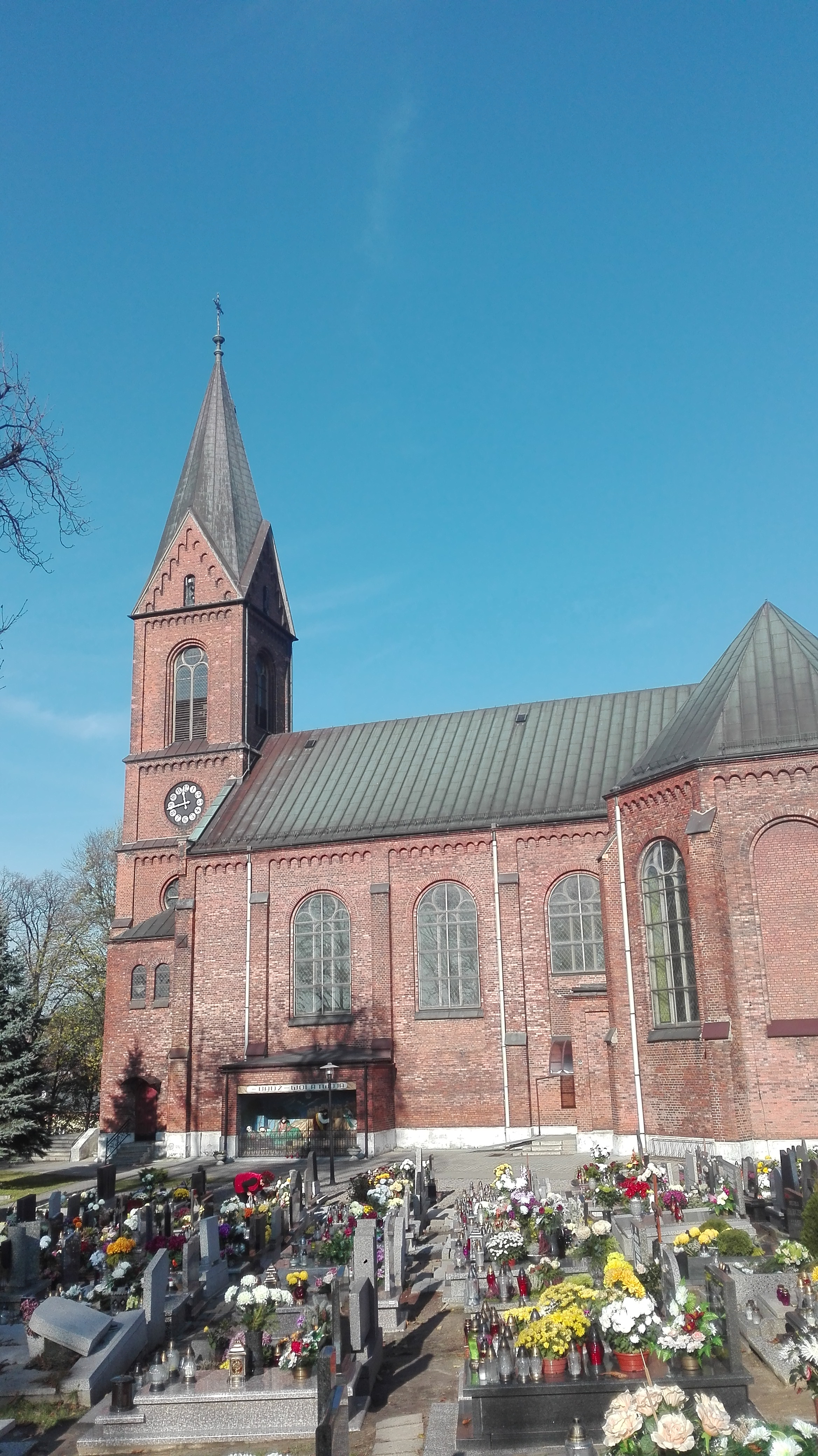
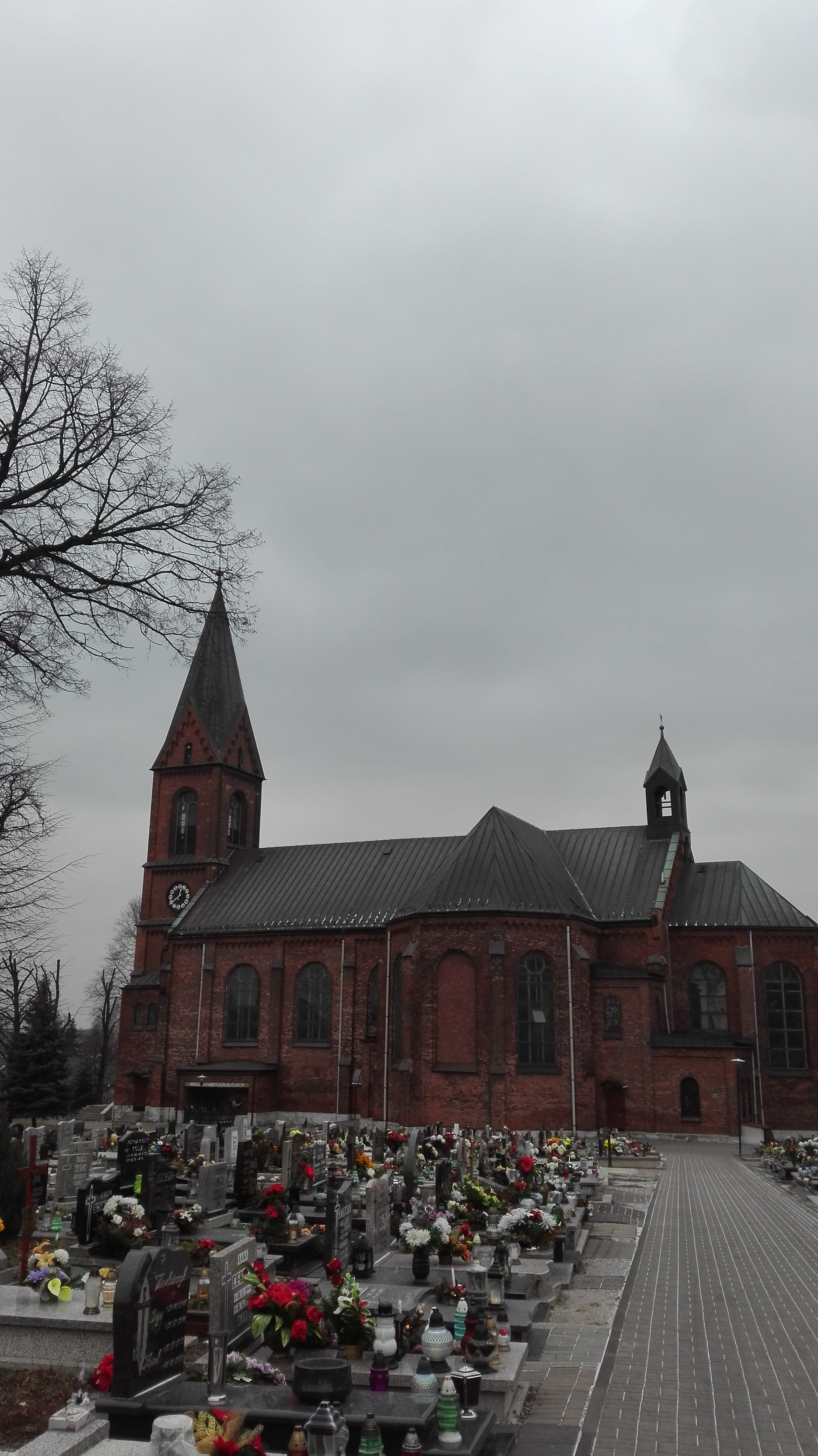
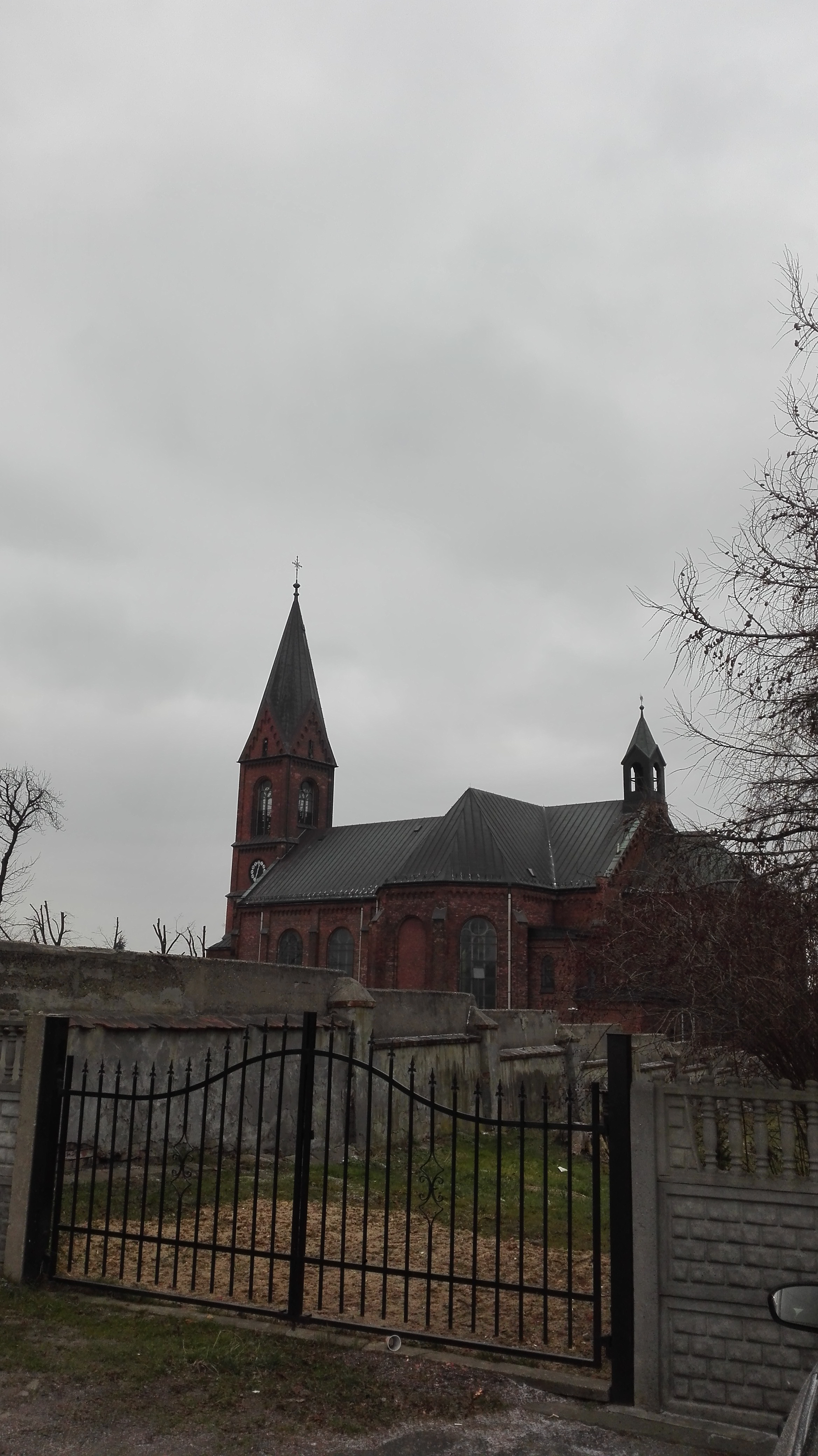